# Las Vigas de Ramírez
Las Vigas de Ramírez là một đô thị thuộc bang Veracruz, México. Năm 2005, dân số của đô thị này là 15036 người.